# Cory Blackwell
Cory Blackwell (Chicago, 27 marzo 1963) è un ex cestista statunitense, professionista nella NBA e in Francia.

## Carriera
È stato selezionato dai Seattle SuperSonics al secondo giro del Draft NBA 1984 (28ª scelta assoluta).